# Kanton Castres-Sud
Kanton Castres-Sud (francouzsky Canton de Castres-Sud) je francouzský kanton v departementu Tarn v regionu Midi-Pyrénées. Tvoří ho pouze jižní část města Castres.